# Вільгельм Петерс (підводник)
Вільгельм Петерс (нім. Wilhelm Peters; 20 червня 1916, Ганновер — 1 грудня 1987) — німецький офіцер-підводник, капітан-лейтенант крігсмаріне.

## Біографія
9 жовтня 1937 року вступив на флот. З 16 березня 1943 по 30 червня 1944 року — командир підводного човна U-96, з 16 липня по листопад 1944 року — U-999, з квітня по 3 травня 1945 року — U-3001.

## Звання
- Кандидат в офіцери (9 жовтня 1937)
- Морський кадет (28 червня 1938)
- Фенріх-цур-зее (1 квітня 1939)
- Оберфенріх-цур-зее (1 березня 1940)
- Лейтенант-цур-зее (1 травня 1940)
- Оберлейтенант-цур-зее (1 квітня 1942)
- Капітан-лейтенант (1 січня 1945)